# Augustinerkloster Rößel
Das Augustinerkloster Rößel war ein Kloster des Ordens der Augustiner-Eremiten in Rößel im Ermland (heute Reszel in der Woiwodschaft Ermland-Masuren) vom 14. bis zum 16. Jahrhundert.

## Geschichte
Es wurde wahrscheinlich 1347 gegründet. In diesem Jahr schenkte Bischof Hermann von Ermland dem Kloster den Grund. Es war das erste Kloster des Augustinerordens im Ordensland. Die ersten Mönche kamen wahrscheinlich aus Mähren und Böhmen, der Heimat des Bischofs, worauf auch einige Namen deuten. Es gehörte zuerst zur bayerischen Ordensprovinz (die Böhmen und Polen einschloss), seit 1359 dann zur sächsischen (norddeutschen) Ordensprovinz. 1372 brannte das Kloster nieder. In jenem Jahr wurde ein Tochterkloster in Heiligenbeil gegründet. Das Kloster Rößel wurde wahrscheinlich bald wieder aufgebaut. Es erwarb in den folgenden Jahrzehnten umfangreichen Landbesitz und erhielt zahlreiche Schenkungen und Stiftungen. Seit 1507 gehörte es zur Ordensprovinz der Observanzbewegung.
Der Zeitpunkt der Auflösung ist unbekannt. Im Januar 1525 wurden erstmals wertvolle Bestände aus dem Kloster im Schloss in Heilsberg erwähnt.

## Weitere Nutzung

### Jesuitenkloster
1631 ließen sich die Jesuiten aus Braunsberg im Kloster nieder. Sie gründeten ein Gymnasium für zuerst 15 Schüler in vier Klassen. Von 1672 bis 1702 errichteten sie eine neue barocke Kirche.
1780 wurde das Jesuitenkloster durch die neue preußische Verwaltung aufgelöst. 

### Schule
Die Schule wurde weiter genutzt und besteht bis in die Gegenwart.